# Idrottsjournalisternas klubb
Idrottsjournalisternas klubb är en ideell förening för sportjournalister, aktiva i huvudsakligen Göteborg.
Föreningen bildades vid ett sammanträde på Lorensberg den 11 november 1921. Man beslöt även att söka samarbete med Svenska Idrottsjournalisternas Klubb i Stockholm. I samband med Göteborgsspelen 1923 på Slottsskogsvallen, utlystes ett nytt sammanträde på Lorensbergs restaurang då klubben fick sin första styrelse. Ordförande blev Carl Linde och i styrelsen ingick även Ernst Samuelsson (sekreterare), Gillis Ahlberg och Olle Olofsson. Vid starten hade klubben ett tiotal medlemmar.
Klubben utser varje år årets prestation i Västsverige.